# Jaśce
Jaśce – wieś w Polsce położona w województwie mazowieckim, w powiecie radomskim, w gminie Pionki. Ma status sołectwa.
W skład sołectwa Jaśce wchodzi także wieś Karpiówka. W 2023 sołectwo liczy 363 mieszkańców.
W latach 1957–1975 miejscowość administracyjnie należała do województwa kieleckiego, następnie w latach 1975–1998 do województwa radomskiego.
W gminie Pionki znajduje się też osada leśna o nazwie Jaśce.
Wierni Kościoła rzymskokatolickiego należą do parafii św. Mikołaja i św. Małgorzaty w Jedlni.

## Historia
W czasie I Rzeczypospolitej Jaśce jako część Jedlni leżała na terenie województwa sandomierskiego, w latach 1810–1815 w departamencie radomskim Księstwa Warszawskiego, w latach 1816–1837 w obwodzie radomskim województwa sandomierskiego, w latach 1837–1844 w guberni sandomierskiej i wreszcie w latach 1845–1915 na terenie guberni radomskiej Królestwa Kongresowego.
W latach 1919–1939 miejscowość administracyjnie należała do gminy Jedlnia, w powiecie kozienickim, w województwie kieleckim.
W czasie okupacji pod niemiecką administracją Generalnego Gubernatorstwa.